# Zoran Gerzić
Zoran Gerzić (Užice, 17. oktobar 1927 — Beograd, 23. avgust 2001) bio je srpski torakoezofagealni hirurg, profesor Medicinskog fakulteta u Beogradu i dopisni član SANU.

## Biografija
Medicinski fakultet završio je u Beogradu. Stručno se usavršavao u Evropi, SAD i Japanu. Bio je profesor Medicinskog fakulteta u Beogradu i šef Katedre hirurgije istog fakulteta, kao i direktor Klinike za grudnu i ezofagealnu hirurgiju i Instituta za bolesti digestivnog sistema Kliničkog centra Srbije. Obavljao je dužnosti člana predsedništva Medicinske akademije Srpskog lekarskog društva i predsednika Udruženja digestivnih hirurga Jugoslavije, bio je član i mnogih međunarodnih hirurških udruženja, a od 1994. i dopisni član Srpske akademije nauka i umetnosti. Objavio više od 300 radova, od kojih 97 u inostranstvu, a autor je i koautor 4 udžbenika, više knjiga i monografija, od kojih su najznačajnije Hirurgija, Operativna hirurgija, Osnovi hirurgije i Hirurgija jednjaka. Umro je u Beogradu.
Gerzić Zoran je rođen 17. oktobra 1927. godine u Užicu u činovničkoj porodici od oca Borivoja i majke Milene Mojsilović. Osnovnu školu i gimnaziju završio je u Užicu. Na Medicinski fakultet u Beogradu upisao se 1946, a diplomirao 1953. godine. Tokom studija je bio demonstrator na anatomiji i hirurgiji. Po završetku studija zaposlio se na bivšoj Drugoj hirurškoj klinici, kojom je rukovodio docent Vojislav Stojanović, i počeo specijalizaciju iz hirurgije. Još kao specijalizant bio je izabran u zvanje asistenta. Specijalistički ispit je položio 1957. godine. Do 1963. je radio na Drugoj hirurškoj klinici, kada je prešao na Prvu hiruršku kliniku i postao šef odeljenja. Godine 1965. izabran je u zvanje docenta, godine 1973. postao je vanredni profesor hirurgije, a 1976. redovni. Habilitacioni rad je odbranio 1965, a doktorsku disertaciju na temu „Vrednost segmenta digestivnog trakta u rekonstrukciji jednjaka“ 1976. godine. Bio je direktor Centra za hirurgiju jednjaka i direktor Instituta za bolesti digestivnog sistema.
Profesor Gerzić Zoran se usavršavao u afirmisanim inostranim hirurškim klinikama iz oblasti grudne, vaskularne i transplantacione hirurgije, a poslednjih 20 godina i iz digestivne i ezofagealne. Na usavršavanju u Parizu, Moskvi, Pragu, Londonu, Bristolu, Čikagu, Sijetlu, Ročesteru, Padovi i Tokiju proveo je ukupno 12 meseci.
Gerzić Zoran se ceo život bavio opštom i abdominalnom hirurgijom, ali daleko najviše hirurgijom jednjaka i želuca. Bio je odan bolesniku i hirurgiji. Smatran je izvrsnim operatorom. Pored profesora Vojislava Stojanovića, Isidora Papa i Ljubomira Rašovića, jedan je od osnivača moderne hirurgije jednjaka i želuca kod nas. Uveo je praktično sve poznate operacije na ovim organima, a u nekima od njih je dao svoje, međunarodno priznate, modifikacije operativnih procedura. Uveo je u rutinsku upotrebu kod nas ezofagektomiju bez torakotomije, interpoziciju jejunuma po Merendinu, fundoplikaciju po Collis Nissenuu, laringofaringoezofagektomiju, ezofagektomiju sa cervikalnom gastroplastikom po Akiyami, sa sistematskom limfadenektomijom i rekonstrukcijom u jednom aktu. Među prvima je, još 1973. godine, predložio da se Hellerova metoda dopuni antirefluks procedurom kod ahalazije. Takođe je, za razliku od drugih autora koji su kod striktura jednjaka operaciju izvodili u 2 ili 3 akta, predložio rekonstrukciju u jednom aktu, formirajući anastomozu na posterolateralnom zidu i koristeći kolon, a ne želudac kao transplantat. Baveći se rekonstruktivnim operacijama na jednjaku, načinio je jednu od najvećih serija koloplastika kod korozivnih stenoza jednjaka.
Sedamdesetih godina profesor Gerzić se bavio eksperimentalnim transplantacijama jetre i načinio više uspešnih transplantacija na svinjama koje su preživljavale i po više meseci. Samo finansijski i organizacioni problemi, na koje nije mogao uticati, omeli su ga da transplantaciju jetre izvrši na bolesnicima.
Bio je glavni urednik udžbenika Hirurgija za studente i knjige Komplikacije u digestivnoj hirurgiji (2000).
Sa M. Dragovićem je bio urednik jugoslovenskog udžbenika Hirurgija (1998). Godine 1998. samostalno je objavio i svoju kapitalnu knjigu Hirurgija jednjaka. Pored toga, objavio je brojna poglavlja u udžbenicima i u 3 inostrane monografije.
Objavio je preko 300 radova, od kojih 23 rada u inostranim časopisima. Bio je više puta citiran, čak i od najpoznatijih autora. Tokom brojnih usavršavanja u inostranstvu i učešća na međunarodnim sastancima i kongresima stekao je veliki broj poznanika i prijatelja koji su ga veoma uvažavali. Bio je 13 puta uvodničar na domaćim i međunarodnim kongresima, 6 puta je bio član naučnih komiteta kongresa i predsedavao većem broju kongresnih sesija. Takođe je bio gostujući profesor na pet inostranih fakulteta i klinika (u Čikagu, Tokiju, San Francisku, Padovi i Berlinu). Rukovodio je sa 4 naučna projekta u zemlji i 2 u inostranstvu.
Profesor Gerzić je bio član brojnih domaćih lekarskih i hirurških udruženja, kao i član Society of Surgery, Fellow of International College od Surgery, član Izvršnog komiteta ISDE (International Society for Diseases of the Esophagus) i nacionalni delagat Jugoslavije u tom društvu. Takođe je bio nacionalni delegat CICD (Collegium Internationale Chirurgiae Digestive). Godine 2000. postao je Senior member of the International Society for Diseases of the Esophagus. Bio je član izdavačkih odbora internacionalnih časopisa Journal of Diseases of the Esophagus i Journal of Emergency Surgery, glavni i odgovorni urednik Acta Chirurgica Yugoslavica 1988-1993. godine i član redakcije časopisa Srpski arhiv. Bio je redovni član Medicinske akademije Srpskog lekarskog društva od 1978. godine i počasni član Medicinske akademije Hrvatske od 1988. godine.
Za predsednika Udruženja hirurga Jugoslavije izabran je 1993. godine. Godišnju nagradu za naučno-istraživački rad SLD dobio je 1973. godine, Sedmojulsku nagradu Republike Srbije 1991, nagradu za životno delo SLD 1993, a „Veliki pečat” 1999. godine. Za dopisnog člana SANU izabran je 1994. godine.
Godine 1993. je penzionisan, ali je ostao u aktivnom radnom odnosu u Centru za bolesti jednjaka još godinu dana. Nekoliko godina je bio hirurg konsultant hirurškog odeljenja bolnice u Uzicu i bio aktivan u sekcijama Srpskog lekarskog društva, Udruženju hirurga Jugoslavije i Akademiji medicinskih nauka SLD.
Iz dva braka imao je tri sina, među kojima je i slikar Dušan Gerzić (1961—1998).
Umro je 23. avgusta 2001. godine. Sahranjen je u Beogradu.

## Spoljašnje veze
- Biografija na sajtu SANU
- Medicinski fakultet Univerziteta u Beogradu, Hirurgija sa anesteziologijom, Dosadašnji šefovi katedre 1988-1992
- Znamenite ličnosti Užičke gimnazije